# Bernartice nad Odrou
Bernartice nad Odrou (niem. Bernsdorf, Barnsdorf) – gmina w Czechach, w powiecie Nowy Jiczyn, w kraju morawsko-śląskim. Według danych z dnia 1 stycznia 2012 liczyła 954 mieszkańców.
Według austriackiego spisu ludności z 1900 roku Bernatice miały 832 mieszkańców, z czego zdecydowana większość była czeskojęzycznymi katolikami.